# Rhipidia aoneurodes
Rhipidia aoneurodes är en tvåvingeart som först beskrevs av Alexander 1979.  Rhipidia aoneurodes ingår i släktet Rhipidia och familjen småharkrankar.
Artens utbredningsområde är Komorerna. Inga underarter finns listade i Catalogue of Life.